# Il conte di Saint-Germain

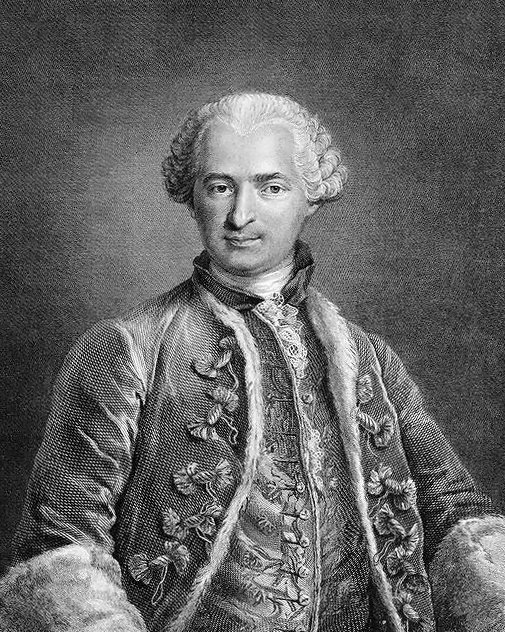
Il conte di Saint-Germain, personaggio di rilievo alla corte del re di Francia, vissuto nel secolo XVIII in Europa.

Il conte di Saint-Germain (Der Graf von Saint Germain) è un romanzo del 1948, dello scrittore viennese Alexander Lernet-Holenia.

## Trama

### Un omicidio a Vienna
Un'antica profezia del conte di Saint-Germain, personaggio di rilievo alla corte di Francia, vissuto nel secolo XVIII in Europa, prediceva a Des Esseintes, gentiluomo dalla dubbia fama, ufficiale dei Dragoni, diplomatico e trafficone nella Vienna dei primi anni del Novecento, che la sua stirpe sarebbe sopravvissuta al regno asburgico. Il protagonista, Philipp Branis, industriale, quando scopre che il Des Esseintes è l'amante di quella che vorrebbe diventasse presto sua moglie, lo uccide brutalmente a bastonate, dopo averlo seguito in una notte di gelo, per le vie deserte di Vienna.

La profezia sembra dunque falsa, dato che Karl des Esseintes era l'ultimo della sua casa.

### La fidanzata infedele
Branis sposa la donna, anche se questa sospetta o forse sa, che è stato lui a uccidere il suo amante. Lo sposa perché è incinta del Des Esseintes che, da morto, non potrà proteggerla. Mette al mondo un figlio, chiamato subito da Branis "Il Bastardo". La profezia dell'antico alchimista e immortale dunque si avvera, perché nel frattempo l'Austria piomba nel baratro del nazismo e l'annessione alla Germania è questione di tempo. La moglie muore per complicazioni post partum e il marito tradito, qualche anno dopo, brucia tutto quello che le apparteneva in un gran fuoco, nel camino del palazzo di Vienna, di fronte al bambino appena nato.

### La tenuta in campagna
Non avendo intenzione di dedicarsi più di tanto alla sua attività di industriale, anche in previsione della fine imminente di tutti i privilegi, con la confisca da parte dei nazisti delle maggiori ricchezze del Paese, Branis decide di acquistare una proprietà in campagna e vi si trasferisce. Qui viene educato il bastardo, fino a quando sarà mandato in collegio al Theresianum, dove potrà studiare lontano dal patrigno da cui è odiato e che, nel frattempo, si vorrebbe risposare con una ventenne.

### Digressioni
La storia si snoda con molte digressioni (e un po' di fatica) tra cacce al cervo e convivi con personaggi una volta potenti di Corte, che vengono a trovare Branis in campagna. Con questi si discute molto di Dio, della sua esistenza e delle prove che la dimostrano. Ma Branis è già un agnostico, si ritrae da Dio pur senza rinnegarlo. Oppresso dall'imminente tragedia della guerra e conscio dell'inevitabile fine ingloriosa della sua classe, obietta che la Creazione, non è affatto sublime e perfetta come dicono i chierici. Al contrario è mal riuscita, e Dio sembra un artefice incapace, che ogni volta si ritrova tra le mani un'opera sempre più miserabile, di cui finisce per dare la colpa agli uomini. I quali, come sue creature, sono forse i meno responsabili del suo fallimento: «Ho la sensazione che ciò che esiste si stia ritraendo da me e mi incalzi, invece, sempre più da presso ciò che non esiste». «Forse sarebbe mio dovere dar battaglia ancora per qualche tempo in questo Paese che non è più un paese, ma non ce la faccio più e neanche ne ho voglia: chi una volta ha 'visto con i suoi occhi la Bellezza' e sa quanto è brutto il Brutto, diventa vigliacco».

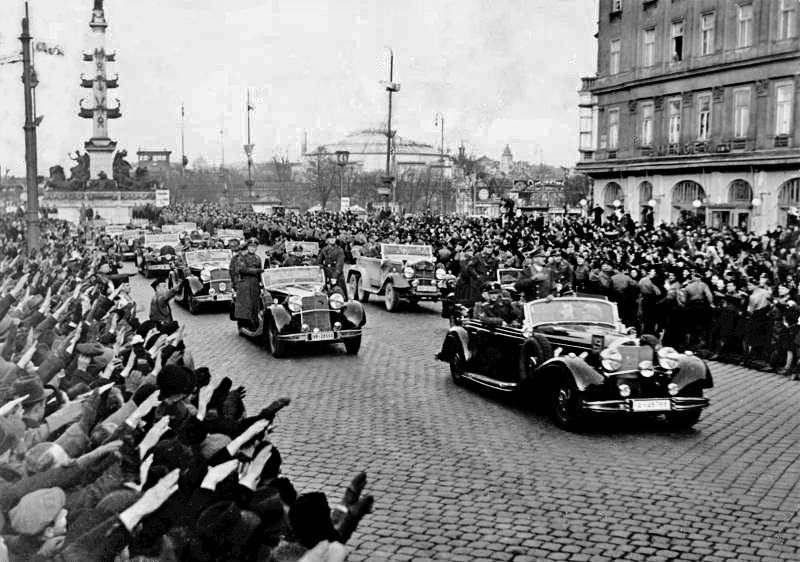
Hitler entra a Vienna, acclamato dalla folla, nel marzo del 1938, sullo sfondo il monumento del Tegetthoff.

### Pilato
Un lungo capitolo è dedicato al personaggio storico di Ponzio Pilato, chiamato in causa al Senato di Roma, dopo molti anni di esilio. La rappresentazione del processo a Pilato viene messa in scena dagli allievi di un collegio di nobili austriaci che, in questo modo, vogliono porre "scientificamente" il problema dell'esistenza di Cristo e del suo essere Dio. Donati racconta a Branis le diverse fasi della rappresentazione che lui e i suoi compagni avevano inscenato: «Dio non è la certezza, ma il miracolo, non è la sicurezza, ma il rischio di non essere. Non è essenza ma ultraessenza e lo sarà fino a quando nella sua Chiesa vi saranno ancora credenti che non cessano di dubitare, nel profondo del loro cuore e nelle loro ore più segrete, che esista».

### La fine
Le ultime due pagine del romanzo riportano un verbale della polizia segreta di stato, datato Vienna, maggio 1938. Vi si notifica il sequestro dei documenti di Branis Philipp, tra cui il manoscritto allegato, che abbiamo appena finito di leggere, che costituisce un diario scritto di pugno dal Branis, in cui egli stesso confessa di aver ucciso molti anni prima un tal Des Esseintes, omicidio di cui la polizia non era al corrente. La fine del Branis, avvenuta in concomitanza con l'annuncio della destituzione del Cancelliere a Vienna e dell'annessione dell'Austria alla Germania, è riportata sul verbale. Vi si descrive il linciaggio con cui la folla festante, in piazza, ha giustiziato Branis che, con la sua potente automobile, era prima sfuggito all'alt di due neonominati poliziotti nazisti, per poi ritornare in piazza e caricare, per tre volte, contro i manifestanti, provocando numerosi feriti e qualche morto. Quando finalmente si era fermato, la folla inferocita lo aveva tirato fuori dalla macchina e fatto a pezzi, con il consenso delle autorità presenti.

## Origini storico-letterarie
Il racconto è molto complesso e non ha una trama lineare, si muove piuttosto tra decine di digressioni che vanno dall'esistenza storica del Cristo, alla politica della Cancelleria austriaca negli anni che portarono all'Anschluss, ai segreti dell'alchimista Saint-Germain, che dà il titolo al libro, ai racconti di Hugo von Hofmannsthal. Infatti, un racconto nel racconto, citato quasi testualmente, è Das Märchen der 672. Nacht (La novella della 672ª notte, 1895), uno dei racconti giovanili di Hugo von Hofmannsthal (1874-1929), in cui il figlio di un mercante entra in uno spaventoso incubo da cui uscirà morto, vittima dei suoi servi. L'altro autore che attraversa le pagine di tutto il libro, e su cui si impernia il tema stesso della vicenda, è Huysmans, collegato alla storia della famiglia Des Esseintes, di cui Karl, rivale in amore di Branis, è l'ultimo discendente ufficiale. Il Des Esseintes di Joris Karl Huysmans - protagonista del celebre romanzo À rebours, pubblicato per la prima volta nel 1884 e noto in Italia con i titoli Controcorrente, Contro corrente e A ritroso - è effettivamente un Flâneur, un esteta, un aristocratico sprezzante e controcorrente, come forse riteneva di essere Lernet-Holenia. Su tutto, incombe un'ossessiva metafisica del bastardo e del doppio: il sospetto che l'unica forza capace di sopravvivere sia quella dello spurio, come se la Creazione stessa fosse figlia illegittima di un Dio minore. Vi sono due rami della storia che sembrano dimenticati nelle conclusioni: il primo è una specie di matrimonio morganatico, proposto a Branis dal suo fattore, che gli offre la moglie per una notte, chiedendogli di copulare con lei per dargli un erede, che lui non può avere. Branis gli domanda se è sicuro di essere lui la causa dell'infertilità e, alle insistenze di questi, accetta. Anche perché la giovane contadina è piuttosto piacente. Ci aspettiamo che da questa premessa nasca uno sviluppo che però non c'è. Non sappiamo se la donna ha avuto il figlio di Branis, né che fine abbiano fatto i due sposi.
La seconda lacuna è forse più grave: in numerosi passaggi, verso la fine del racconto, si fa cenno a una "drammatica fine" di cui il Bastardo sarà causa. Questi inizia a ricordare episodi accadutigli in tenerissima età - il falò delle proprietà della madre, bruciate nel camino del palazzo di Vienna, quando aveva meno di un anno - per passare a fatti accaduti prima della propria nascita, veri e propri ricordi "ereditati" dal padre naturale, il Des Esseintes, ucciso da Branis. Racconta la sua prima notte d'amore con la madre (la scena archetipa primaria dell'incesto) fermandosi però sulla soglia della stanza, da cui la madre si è affacciata con una vestaglia "vaporosa come una nuvola". Questo ramo della storia, che promette sviluppi drammatici - l'autore ripete più volte "la tragica conclusione", "il risultato terribile" ecc. - viene completamente dimenticato. Non c'è alcun legame tra i ricordi del Bastardo e la fine del protagonista che, mentre scrive la propria storia, non può sapere come e quando morirà. Né si vede come il legame con il Bastardo possa avere causato la morte di Branis in piazza, linciato dalla folla. Il giovane, dopo aver dimostrato di possedere poteri paranormali, caricato per molte pagine di segni minacciosi, viene abbandonato nelle tetre sale del Theresianum e sciolto da ogni vincolo narrativo verso il padre putativo.

## Edizioni
- Alexander Lernet-Holenia, Il conte di Saint-Germain, traduzione di Elisabetta Dell'Anna Ciancia, Biblioteca Adelphi, n° 146, 3ª ediz., pp. 224, Adelphi, 2009, ISBN 978-88-459-0595-7.